# فرانك دو مولان
فرانك دو مولان (بالإنجليزية: Frank Du Moulin)‏ هو عسكري أمريكي، (ولد في فيلادلفيا في الولايات المتحدة 1850  م).